# Gonioclema pauxillulum
Gonioclema pauxillulum är en tvåvingeart som först beskrevs av Frederick Askew Skuse 1888.  Gonioclema pauxillulum ingår i släktet Gonioclema och familjen gallmyggor. Inga underarter finns listade i Catalogue of Life.